# Loxodonta africana pharaoensis
El elefante cartaginés (Loxodonta africana pharaonensis), también denominado elefante norteafricano, elefante del bosque norteafricano o elefante del Atlas es una posible subespecie del Elefante africano, que existió en el norte de África hasta su extinción en tiempos de los antiguos romanos. Aunque la subespecie ha sido formalmente descrita, no ha sido ampliamente reconocida por los taxonomistas. 
Esta forma de elefante es famosa por ser la que usó el cartaginés Aníbal para cruzar los Pirineos y los Alpes durante la segunda guerra púnica. Tras la conquista del norte de África y de Sicilia en el 242 a. C., los romanos capturaron durante las décadas siguientes (durante el siglo segundo antes de Cristo) los pocos ejemplares que quedaban para que lucharan en el Coliseo de la capital o los circos romanos en los espectáculos denominados Venatio. Aunque algunos suponen, que ejemplares de esta especie continuaron habitando áreas de Sudán y Eritrea hasta mediados del siglo XIX.

## Distribución geográfica
Originalmente, su área de distribución natural probablemente se extendió por el Magreb y el resto del norte de África, desde Mauritania hasta el Sudán, las costas de Eritrea y la desembocadura del río Nilo.

## Descripción

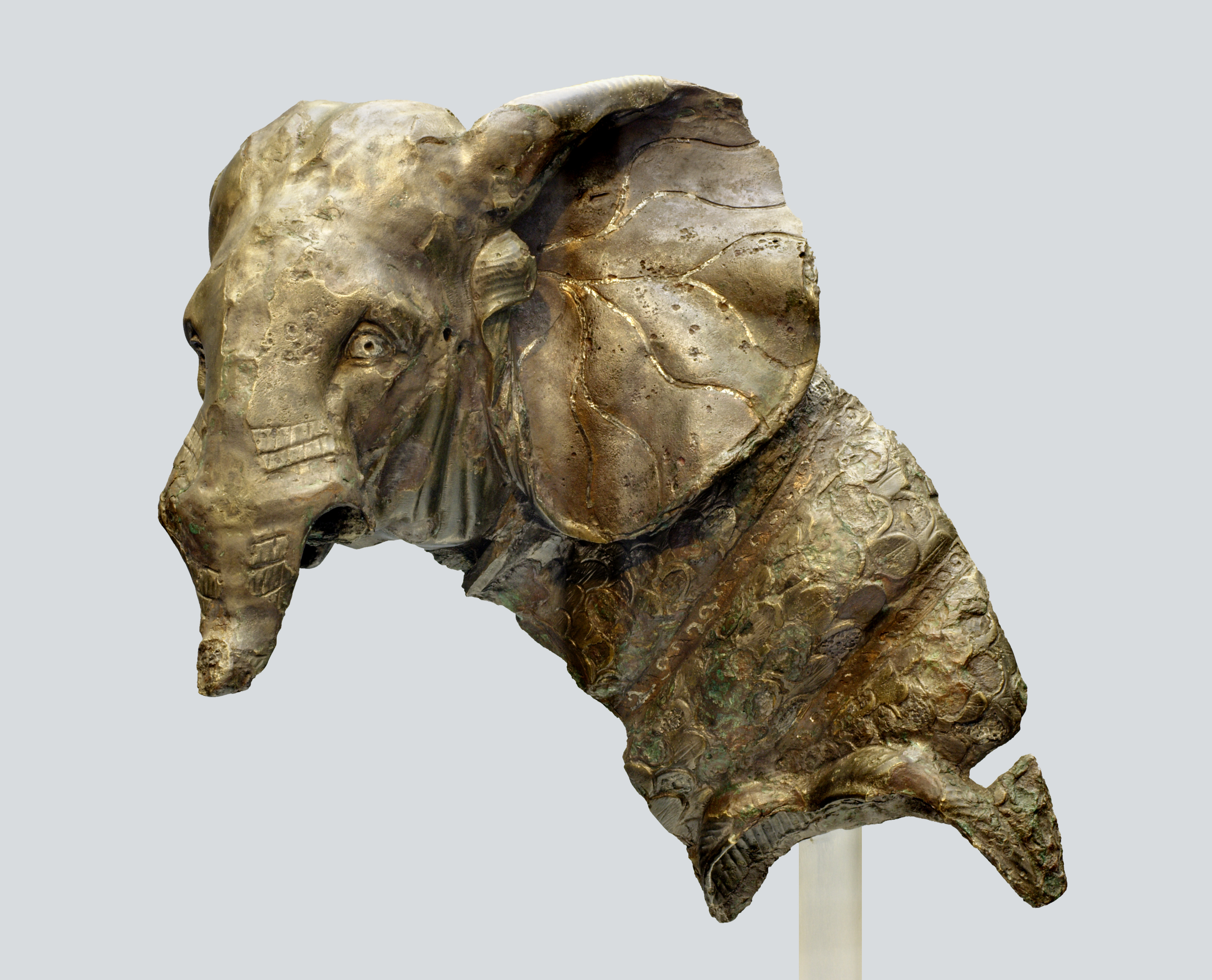
Estatua romana de bronce de un elefante de guerra.

Frescos cartagineses, y las monedas acuñadas por sociedades del norte de África en varias ocasiones muestran elefantes muy pequeños (tal vez 2,5 metros en el hombro) que poseían las orejas grandes y cóncavas típicas del Loxodonta moderno. Tenía un tamaño menor que el elefante africano de sabana, probablemente similar al del elefante africano de bosque. También es posible que fuera más dócil, quizás por eso pudo ser domesticado por los cartagineses con algún método desconocido. 
Además de ser utilizados por Aníbal, no se tiene constancia de que fueran utilizados por otra potencia que no fuera Cartago o Numidia, pues los elefantes de guerra de otros imperios como Grecia, Macedonia o Persia eran todos asiáticos. La erudición moderna ha puesto en duda si los elefantes cartagineses fueron equipados con torretas de combate debido a su tamaño pequeño; a pesar de que las afirmaciones dicen lo contrario, la evidencia indica que los elefantes africanos del bosque podían y de hecho llevan torretas en ciertos contextos militares. Es muy posible que fueran de esta raza los elefantes utilizados por Roma en su largo asedio a Numancia, dado el apoyo del entonces joven rey Yugurta
El elefante norteafricano también fue entrenado y usado por la dinastía ptolemaica de Egipto.[cita requerida] Escrito en el segundo siglo antes de Cristo, Polibio (Las historias; 5,83) describió su inferioridad en la batalla contra los elefantes indios más grandes usados por los reyes seléucidas.[cita requerida] Una inscripción sobreviviente del ptolemaico enumera tres tipos de elefantes de guerra, el "troglodita" (probablemente de Libia), el "etíope", y el "indio". El rey Ptolomeo I se enorgullecía de ser el primero en domar a los elefantes de Etiopía, una acción que podría ser idéntica a una de las dos especies africanas existentes.

## Incertidumbre taxonómica
Dada la fecha relativamente reciente de su desaparición, el estado de esta población probablemente se pueda resolver a través de análisis de la antigua secuencia de ADN, si los especímenes de concreto origen norteafricano son localizados y examinados.

## Galería

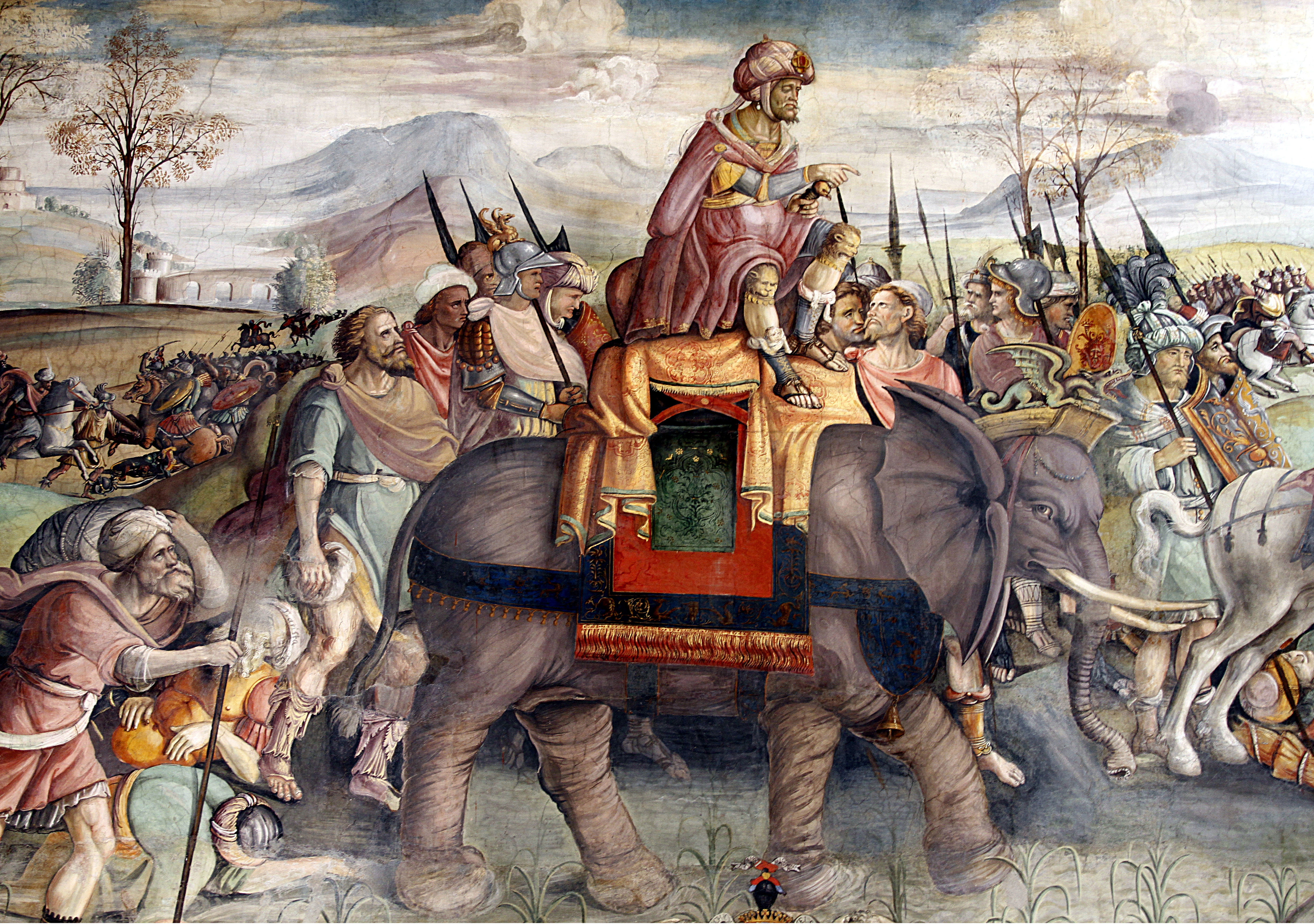
Un fresco de 1510 en el Palacio Capitalino de Roma que ilustra Aníbal cruzando los Alpes junto al elefante cartaginés.
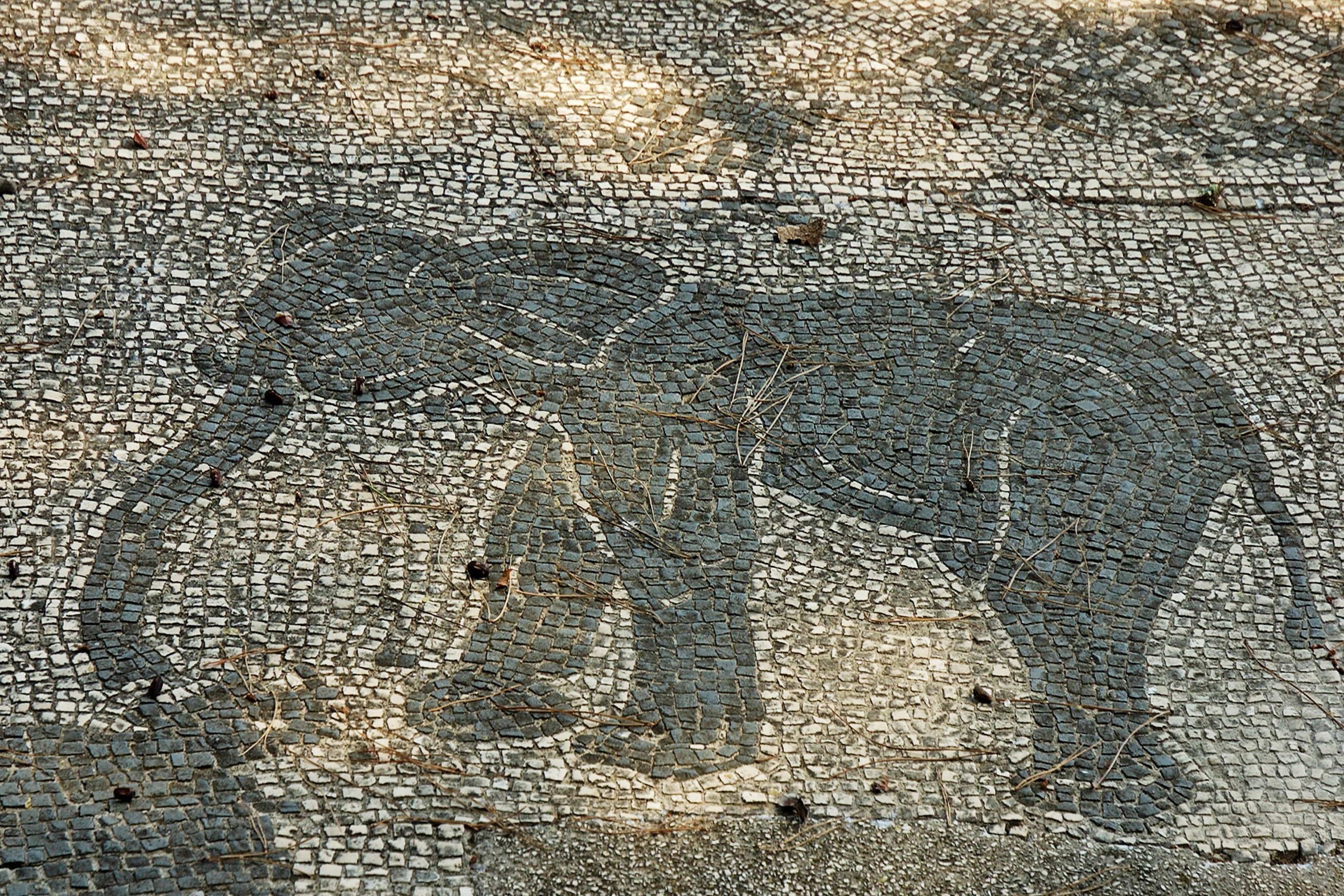
Mosaico romano de Ostia Antica, Italia.
Aníbal cruzando el Ródano a la altura de Caderousse.
Travesía por los Alpes.
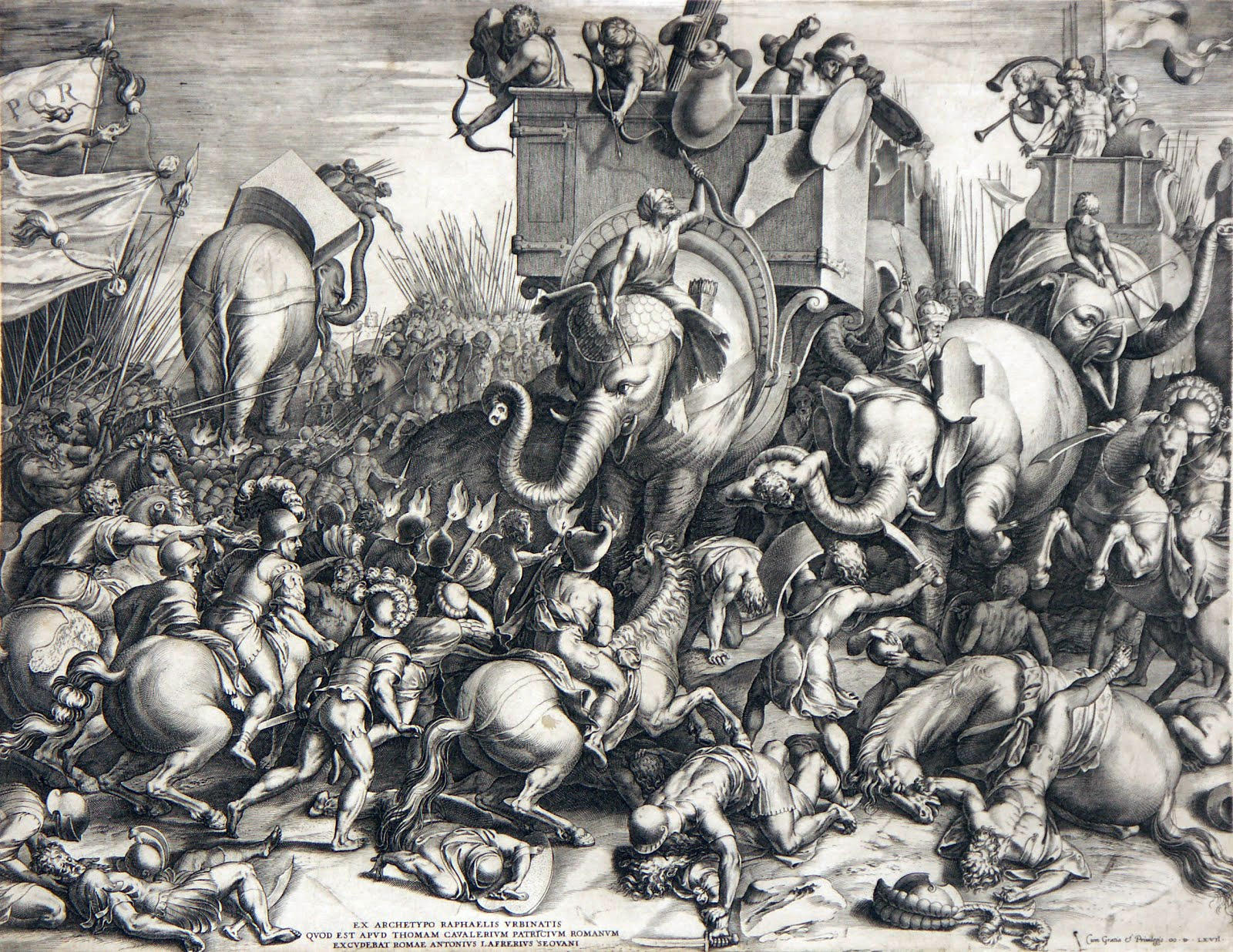
Batalla de Zama.
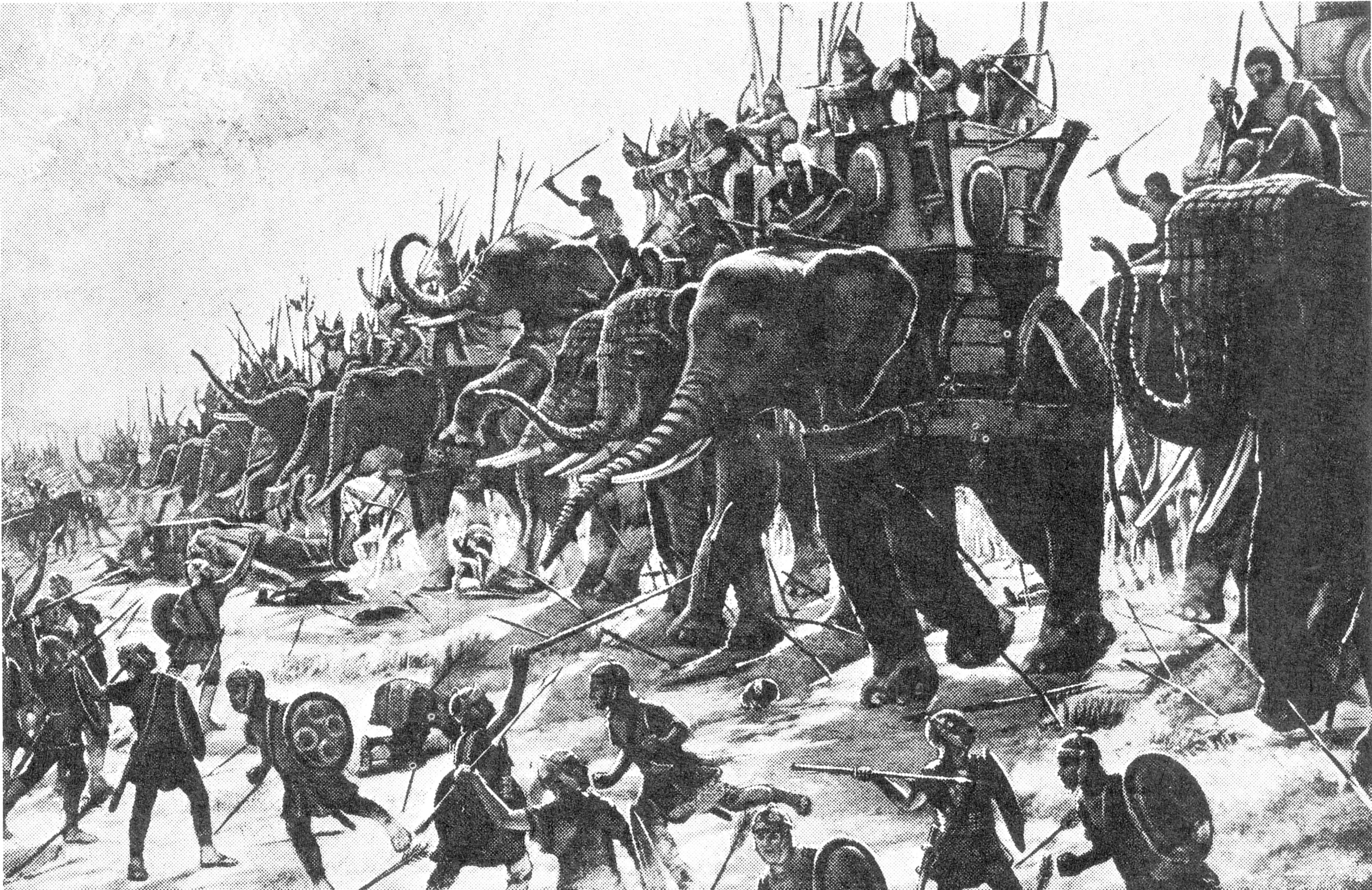
Batalla de Zama.